# Angola tandbrasem
De Angola tandbrasem (Dentex angolensis) is een straalvinnige vis uit de familie van zeebrasems (Sparidae), orde van baarsachtigen (Perciformes). De vis kan een lengte bereiken van 37 centimeter.

## Leefomgeving
Dentex angolensis is een zoutwatervis. De soort komt voor in diep water in de Atlantische Oceaan, van 15 tot 300 meter.

## Relatie tot de mens
Dentex angolensis is voor de visserij van aanzienlijk commercieel belang. In de hengelsport wordt er weinig op de vis gejaagd.